# 北海道道856号本泊利尻空港線
北海道道856号本泊利尻空港線（ほっかいどうどう856ごう もとどまりりしりくうこうせん）は、北海道利尻島の利尻郡利尻富士町内を結ぶ一般道道である。

## 概要

### 路線データ
- 起点：北海道利尻郡利尻富士町鴛泊
- 終点：北海道利尻郡利尻富士町鴛泊（利尻空港）
- 総延長：0.740 km
- 実延長：0.721 km
- 重用延長：0.019 km

## 歴史
- 1975年（昭和50年）3月31日 - 路線認定[1]。

## 地理

### 通過する自治体
- 宗谷総合振興局
  - 利尻郡利尻富士町

### 交差する道路
利尻富士町
- 北海道道105号利尻富士利尻線（起点）

### 沿線にある施設など
利尻富士町
- 利尻空港